# Émile Delannoy (médecin)
Pour les articles homonymes, voir Delannoy.
Émile Delannoy, né le 19 mars 1892 à Monchecourt et mort le 28 juin 1971 à Lille, est un chirurgien et professeur de l'université de Lille.

## Biographie
Émile Delannoy fait  ses études à la Faculté de Médecine de Lille. Il se forme  à  la psychiatrie auprès de Georges Raviart, au laboratoire avec Edouard Laguesse et  à la  médecine dans le service de Frédéric  Combemale. Major de l’internat en 1913, il rejoint le service de chirurgie à l’hôpital Saint-Sauveur dirigé par Oscar Lambret. 
Émile Delannoy soutient sa thèse de médecine en 1919. Il est agrégé de chirurgie en 1923 et assiste Oscar Lambret jusqu'en 1936. Il occupe la chaire de clinique chirurgicale  de l’Hôpital de la Charité en 1937. Il succède à Oscar Lambret à l’hôpital Saint-Sauveur en 1943.    
De 1953 à son départ en retraite en 1963, il sera le directeur du service de clinique chirurgicale dans le nouveau  CHRU de Lille  imaginé par Oscar Lambret. De nombreux chirurgiens dont Michel Verhaeghe (d), Georges Lagache (d), Georges Soots, Charles Proye (d) et Jean Vandecasteele sont formés dans son service.  
Ses travaux majeurs portent sur la chirurgie de l’estomac, de l'ulcère du duodénum, du côlon et de la rectocolite hémorragique.    
Il devient membre correspondant de l'Académie nationale de médecine à partir de 1950. Il est président de l'Académie nationale de chirurgie en 1968. 
Avec sa femme, il fait un don très important à l'académie pour créer le "prix  Emile Delannoy-Robbe" qui récompense annuellement  des  travaux  de  chirurgie  expérimentale  ou clinique depuis 1991. 

## Distinctions
- Commandeur de la Légion d'honneur (1963)

## Publications principales
- 1919 Les altérations du colon droit et la constipation cœcale  : étude anatomique et pathogénique, Thèse de médecine, Fives-Lille : Imprimerie J. Pollet-Tison.
- 1933 Pseudo-diverticule du bulbe duodénal par ulcère,  Niort, impr. de T. Martin, Extrait des "Annales d'anatomie pathologique et d'anatomie normale médico-chirurgicale", avec Jules Driessens[6].
- 1935 Fibrome sous isthmique du vagin au cours de la grossesse ; myomectomie ; accouchement normal, Lille, impr. de A. Taffin-Lefart,  Extrait du Bulletin de la Société d'Obstétrique et de gynécologie de Paris, avec René Demarez[7].
- 1939 Les tumeurs de l'appareil génital interne chez la fillette pubère, rapport présenté au 8e congrès français de gynécologie, avec René Demarez
- 1950 Traitement des tumeurs malignes primitives des os longs, Paris, Association française de chirurgie : 53e Congrès français de chirurgie, avec Paul Padovani[8].
- 1955 Affections médico-chirurgicales  : hémorragies gastro-duodénales aiguës, coxarthroses, notions d'actualités sur les brûlures étendues, ostéo-myélites aigües et chroniques, accidents vasculaires du cerveau, Paris : Masson,  avec F. Vandendorp, Georges Lagache,et al.
- 1957 Traitement chirurgical de la recto-côlite ulcéro-hémorragique, Paris : Masson et Cie (Lille, impr. de Taffin-Lefort), avec Maurice Martinot[9].